# Karen Lancaume
Karen Lancaume (Lió, França, 19 de gener de 1973 - París, 28 de gener de 2005) va ser una actriu pornogràfica francesa.

## Biografia

### Primers anys
Karen Lancaume, nom artístic de Karine Schillbach, va néixer en el si d'una família benestant, de pare alemany i mare marroquina, que residia als afores de Lió. Després d'entrar en la indústria pornogràfica, va rodar un total de 83 pel·lícules (segons IAFD), entre cintes originals i compilacions, fins a l'any 2000 en el qual es va retirar. Respecte a la seva vida prèvia, ella declarava que va tenir la seva primera experiència sexual als 17 anys, just abans d'emprendre la carrera universitària de màrqueting. Per a poder costejar-se els estudis, va treballar els caps de setmana en una discoteca, lloc on coneix al que va ser el seu marit, Franck, el discjòquei.
Formar una família clàssica i criar a un munt de plançons era l'ideal de la parella, però els problemes econòmics els obliguen a emprendre un nou rumb. En 1995, quan els problemes financers comencen a fer estralls en la parella, Franck proposa a Karen a entrar al món del porno. Marc Dorcel, productor de pel·lícules porno, els va contractar per a "L'indecent Aux Enfers" (Marc Docel, 1996). La parella es divorciaria poc després.

### Carrera en el porno
Lancaume debuta a les pantalles dels Estats Units amb Private Gold 25 - When the Night Falls (Jorgen Wolf, 1997), una super producció de la factoria Private que s'inicia amb el duo Roberto Malone–Karen en una de les seves primeres penetracions anals i ejaculacions a la seva boca.
Posteriorment va treballar amb els millors directors de cinema porno d'Europa, com Mario Salieri, Alain Payet i Luca Damiano, ressaltant en els seus films el sexe oral i anal, les doble penetracions, el lesbianisme i les orgies.
Les seves aparicions s'alternen entre tots dos continents, bé sigui en les files d'importants signatures com Elegant Angel, Wicked o Sin City; o bé sigui a les ordres de consagrats directors com Marc Dorcel, Mario Salieri, Andrew Blake, Alain Payet, Max Bellochio, Luca Damiano, etc.
Col·labora a Exhibitions 1999 (John B. Root, 1998), una pel·lícula X rodada a manera de documental en la qual es combinen escenes porno amb entrevistes als protagonistes.
Amb el temps Karen va arribar a sentir fàstic pel seu treball, i fins i tot en una entrevista va declarar: "Estava coberta d'esperma, mullada, morta de fred i ningú em va oferir si més no una tovallola. Quan acaba l'escena, tu no vals res."

### Baise-moi i cinema convencional
A l'any següent, ja fora de la indústria per a adults, és contactada en el festival de Canes per Virginie Despentes, que buscava actrius que realitzessin sexe explícit per al seu primer film "Baise-moi" ("Carda'm", Virginie Despentes i Coralie Trinh Thi, 2000). Malgrat les seves objeccions inicials, Lancaume accepta i acaben contractant-la al costat de Raffaëla Anderson, una altra també retirada actriu porno francesa.
La polèmica cinta basada en la novel·la de la pròpia Virginie és una road movie de sexe i violència explícits que narra la trobada entre Nadine (Karen) i Manu (Rafaela) en el moment que decideixen abandonar les seves respectives vides a la ciutat i viatjar robant, cardant i assassinant.
La directora defineix la seva opera prima com un al·legat feminista a l'estil de Thelma i Louise, però amb escenes de sexe real, violacions i assassinats gratuïts. Amb l'escàndol va arribar la notorietat, i Karen va decidir aprofitar l'estirada per a continuar la seva carrera al cinema convencional com Karen Bach, confirmant el seu definitiu abandó de la indústria X, no sense abans renegar d'ella.

### Defunció
La veritat és que no va tenir sort amb la seva nova aventura i, davant la sorpresa de molts dels seus afins que declaraven “que estava il·lusionada" i amb projectes personals, va decidir llevar-se la vida en 2005.
Segons la versió oficial, Karen es va suïcidar amb una sobredosi de somnífers en el departament parisenc d'uns amics als quals havia anat a visitar durant un cap de setmana.

## Filmografia
- 2000: Baise-moi
- 1999 : Lady Chérie
- 1999 : À feu et sexe
- 1999 : Harcèlement au féminin
- 1999 : Inferno (2000) de Mario Salieri
- 1999 : Les Interdits de la gynéco de Yannick Perrin
- 1999 : Niqueurs-nés de Fred Coppula
- 1999 : Acteurs porno en analyse de José Bénazéraf
- 1999 : Anal Power 3
- 1999 : Le Château des désirs
- 1999 : Aveux pervers
- 1999 : L'Enjeu du désir
- 1999 : Hotdorix d'Alain Payet
- 1999 : La Marionnette d'Alain Payet
- 1999 : Le Principe de plaisir de John B. Root
- 1999 : L'enjeu du désir d'Alain Payet
- 1999 : Residence della vergogna, Il (Sex Hotel)
- 1998 : World Sex Tour 15; Cannes, France
- 1998 : American Girl in Paris de Kris Kramski
- 1998 : Bérénice nique de Patrice Cabanel
- 1998 : Don Tonino
- 1998 : L'Empreinte du vice de Marc Dorcel
- 1998 : Exhibition 99 de John B. Root
- 1998 : Fuga dall'Albania
- 1998 : Journal d'une infirmière de Didier Philippe-Gérard
- 1998 : Racconti dall'oltretomba
- 1998 : Sacro e profano
- 1997 : La Maledizione del castello
- 1997 : Bourgeoisie violée de Xavier Michel Lafoy
- 1997 : Cindy
- 1997 : Le Fétichiste
- 1997 : Incest' Air
- 1997 : L'Indécente aux enfers de Marc Dorcel
- 1997 : Lili
- 1997 : Mad Sex
- 1997 : La Mante religieuse de Christian Lavil
- 1997 : Le Novizie
- 1997 : Papà, ti scopo tua moglie
- 1997 : Private Gold 25: When the Night Falls
- 1997 : Teeny Exzesse 48 & 51
- 1997 : World Sex Tour 21: France
- 1996 : Uniforme X

## Distinccions
- 1998 : Nominada als Hot d'Or[6]
- 2000 : Hot d'Or a la mellor actriu[7] per Baise-moi.